# Notopanisus shewell
Notopanisus shewell är en kvalsterart som beskrevs av Smit 1996. Notopanisus shewell ingår i släktet Notopanisus och familjen Hydryphantidae. Inga underarter finns listade i Catalogue of Life.